# Карлос Саинз Млађи
Карлос Саинз Вазкез де Кастро (шп. Carlos Sainz Vázquez de Castro), познатији као Карлос Саинз Млађи, шпански је аутомобилиста и возач Формуле 1, који тренутно вози за Вилијамс. Његово родно место је Мадрид. Његов отац је Карлос Саинз Старији, двоструки је рели првак. Каријеру у формули 1 почео је 2015. у Торо Росу, где је возио до 2017, након чега је две сезоне провео у Реноу. Године 2019. прешао је у Макларен, где је провео две сезоне и остварио два подијума 2020. Године 2021. прешао је у Ферари, где је заменио Себастијана Фетела. Од 2025. је возач Вилијамса.

## Каријера у формули 1

#### Тест возач за Торо Росо и Ред бул  (2013)
Саинз се 2013. године најавио и као тест возач за Ред бул и Торо Росо у оквиру теста младих возача у Силверстонеу.

#### Торо Росо (2015–2017)

##### 2015. сезона
Саинз је возио за Скудерија Торо Росо у сезони 2015. где му је био колега Макс Верстапен, након промоције Данил Квјиата у Ред бул. Саинз је за своју број изабрао 55. Квалификовао се међу првих десет за свој деби, на Великој награди Аустралије 2015. године, а трку је завршио на деветој позицији. На трећем слободном тренингу за Велику награду Русије 2015, Саинз је изгубио контролу над својим болидом који је ударио у баријере Текпро. Након што је провео ноћ у болници, дозвољено му је да се такмичи следећег дана, али није завршио трку. У Великој награди Сједињених Држава освојио је 7. место, што му је био последњи поен у години. У првој сезони са Торо Росом завршио је на 15. месту. 

#### 2016. сезона
На Великој награди Аустралије завршио је девети, након чега је уследило одустајање на Великој награди Бахреина. На Великој награди Кине поново је заузео 9. место. Пошто није освојио бодове на Великој награди Русије, завршио је 6. на ВН Шпаније, 8. на ВН Монака и 9. на ВН Канаде пре него што није завршио на ВН Европе. Затим је забележио три осма места на Великој награди Аустрије, Велике Британије и Мађарске. Касније је имао низ бодова до Велике награде Сједињених Држава, где је завршио на 6. месту, није освојио ниједан поен на Великој награди Мексика, освојио је још 6. место на Великој награди Бразила и без бодова у Абу Дабију Главна награда. На крају сезоне завршио је на 12. месту у табели возача са укупно 46 бодова.

#### 2017. сезона
Саинc је започео сезону са 7. у Аустралији. У Кини је направио најхрабрији потез на стази да једини буде на сувим гумама. Успело је и завршио је осми. Није завршио у Бахреину након судара са Лансом Строл -ом када је излазио из бокса што је резултирало казном од три места на следећој трци, Великој награди Русије, где је завршио на 10. месту. У Шпанији је поново заузео седмо место пре своје најбоље сезоне са 6. местом у Монаку задржавајући Луиса Хамилтона. Није завршио у Канади, где је учествовао у инциденту у првом кругу с Роменом Грожаном који је избацио Фелипеа Масу. Завршио је на осмом месту у Бакуу, пре него на седмом у Мађарској, након што није заузео бодове у Аустрији и повукао се у Великој Британији због судара са тимским сувозачем. Завршио је на 10. месту у Белгији, 14. у Монци и затим 4. у Сингапуру. На Великој награди Малезије одустао је због проблема са мотором док је возио заједно са Пјером Гаслијем, који је за викенд заменио Квјиата. Повукао се и са Велике награде Јапана, након несреће.

#### Рено (2017–2018)
Саинз је прешао у Рено почевши од Велике награде Сједињених Америчких Држава 2017. године, где је заменио Џолиана Палмера и сувозач са Нико Хулкенберг у Реноу, а Квјат се вратио у Торо Росо да преузме своје старо место. У својој првој трци за Рено, Саинз је трку завршио на 7. месту и надмашио Нико Хулкенберг -а, што Џолиан Палмер није успео током целе године, иако је то значило врло мало јер је Хулкенберг одлучио да не одвезе најбоље време у другом делу квалификација због предстојеће казне. Мање импресиван учинак уследио је на следећој трци у Мексику. Завршио је на 9. месту са три и по десетине мање у Хулкенбергу као 8., а трку је започео на 7. након Рикардових казни за мотор. После првог круга нашао се на 5. месту, иза Хилкенберга, након што су се на старту трке сукобили претенденти за шампиона Фетел и Хамилтон. Међутим, Саинз се окренуо на делу брзе стазе и уништио гуме. Био је приморан да се пробије и изашао на 19. место, а иза њега су били само оштећени и одложени Мерцедес Луиса Хамилтона. Остао би на крају стазе све док се не би повукао из трке са проблемима у управљању. Остатак сезоне не би завршио бодове.
Сезону је завршио на 9. месту, што је врхунац каријере, са укупним бројем бодова из времена у Торо Росу и Реноу.

#### 2018. сезона
Саинз је позитивно започео сезону 2018. постигавши поене у пет од првих шест трка, али је завршио иза свог колеге Ника Хулкенберга у свакој од четири трке које су обојица завршила. У Азербејџану Саинз је завршио на петој позицији у сезони. Сезону би завршио на десетом месту са 53 бода, 3 места и 16 бодова иза сувозача Хулкенберга који је освојио бодове у 13 трка од 19 трка које је завршио.

#### 2019. сезона
Саинз се преселио у Макларен за сезону 2019, заменивши Фернанда Алонса, који се повукао након сезоне 2018. и са колегом Ландом Норисом. Након несретног и бесмисленог почетка сезоне због проблема са поузданошћу на Великој награди Аустралије и умешаности у сукобе на ВН Бахреина и Кине, Саинз је после тога доследно постизао бодове, често завршавајући као најбољи од осталих иза прва три тима . Борио се за шесто место у првенству возача са Пјером Гаслијем и Александром Албоном, који су обојица део сезоне провели у много бржем Ред Булу. На Великој награди Бразила, Саинз је првобитно био класификован на 4. место, након што је стартовао на 20. и последњем месту због проблема са мотором у квалификацијама, али је повишен на 3. место након што је Луис Хамилтон добио казну због изазивања судара са Александром Албоном, зарадивши Саинз своје прво постоље у Формули 1. Саинз је скоро удвостручио укупан број бодова у односу на своју претходну најбољу сезону, 2017. На Великој награди Абу Дабија Саинз је у последњем кругу успео да прође Хулкенберг и заузме 10. место, освојивши бод који му је донео 6. место у првенству возача на крај године.

#### 2020. сезона
Саинз се преселио у Макларен за сезону 2019. године, заменивши Алонса. Саинз који је сезону започео петим местом, а затим деветим на ВН Аустрије и Штајерске. На последњем се пласирао на треће место, најбољи резултат у квалификацијама у каријери и завршио са својим првим најбржим кругом у Формули 1 и притом поставио нови рекорд стазе Ред бул ринг.
На Великој награди Велике Британије доживео је пукнуће гуме на претпоследњем кругу док је чувао четврто место, а на Великој награди 70. годишњице био је приморан да почне ван првих десет због проблема са прегревањем који му је отежавао темпо квалификација. Његовој трци није помогао квар пиштоља на точковима током његовог питстопа, који је завршио на тринаестом месту. Такође није могао да започне Велику награду Белгије због проблема са јединицом снаге у брзом кругу. На следећој трци (Велика награда Италије) пласирао се на треће место иза доминантног Мерцедесовог дуета Хамилтон и Ботас. Отишао је на друго место, најбоље место у трци у каријери и на друго постоље, завршивши 0,4 секунде иза победника трке Пјера Гаслија и победу прве девојке. Саинз је другу годину заредом завршио на 6. месту возачког шампионата. Он је сакупио 105 бодова и 6 најбољих 5, што је у то време било врхунац каријере.

#### 2021. сезона
Саинз се придружио Скудерији Ферари на основу двогодишњег уговора из сезоне 2021. у партнерству са Шарлом Леклером и заменио је Себастијана Фетела. Квалификовао се и завршио на 8. месту на Великој награди Бахреина. Затим је наставио да се квалификује на 11. на Великој награди Емилије Ромање да би завршио на 5. месту, сустигавши свог колегу, Шарла Леклера. Заузео је своје треће постоље у каријери и прво са Фераријем на Великој награди Монака 2021. Његова способност да се брзо прилагоди Ферарију широко је хваљена због перформанси у односу на веома цењеног колегу Леклера на уводним тркама сезоне. Био је 3. на подијуму за Велику награду Мађарске 2021. упркос томе што је завршио на четвртом месту на стази, због казне после трке за Себастијана Фетела. Започео је Велику награду Русије 2021. као 2. и претекао бившег сувозача Ланда Нориса у првом кругу, на крају завршио на трећем месту, да би постигао свој трећи подијум за Ферари. У последњој трци у сезони, Великој награди Абу Дабија 2021. завршио је на трећем месту, чиме је постао пети у шампионату возача, испред свог сувозача Леклерка и бившег сувозача Нориса.

##### 2022. сезона
Саинз се квалификовао као трећи на Великој награди Бахреина. Саинз је био на трећем месту док се Макс Верстапен није повукао због механичког проблема. Ово је омогућило Саинзу да преузме друго место иза Леклера, да би Ферари са 1-2 заузео рано вођство у шампионату конструктора.

## Потпуни попис резултата у Формули 1
(Легенда) (Трке које су подебљане означавају пол позицију, а трке које су искошене означавају најбтжи круг трке)
| Година | Тим       | Шасија          | Мотор                 | 1      | 2      | 3       | 4        | 5      | 6       | 7       | 8       | 9      | 10     | 11      | 12      | 13     | 14     | 15     | 16     | 17     | 18     | 19     | 20     | 21     | 22     | Поени | Вш  |
| ------ | --------- | --------------- | --------------------- | ------ | ------ | ------- | -------- | ------ | ------- | ------- | ------- | ------ | ------ | ------- | ------- | ------ | ------ | ------ | ------ | ------ | ------ | ------ | ------ | ------ | ------ | ----- | --- |
| 2015.  | Торо Росо | Торо Росо STR10 | Рено E F1-2015 1.6 V6 | АУС 9. | МАЛ 8. | КИН 13. | БАХ Оду. | ШПA 9. | МОН 10. | КАН     | АУТ     | ВБР    | МАЂ    | БЕЛ     | ИТА     | СИН    | ЈАП    | РУС    | САД    | МЕК    | БРА    | АБД    |        |        |        | 18    | 15. |
| 2021   | Ферари    | Ферари SF21     | Ферари 065/6 1.6 V6 t | БАХ 8. | ЕМИ 5. | ПОР 11. | ШПА 7.   | МОН 2. | АЗЕ 8.  | ФРА 11. | ШТА 6.  | АУТ 5. | ВБР 6. | МАЂ 3.  | БЕЛ 10. | ХОЛ 7. | ИТА 6. | РУС 3. | ТУР 8. | САД 7. | МЕК 6. | БРА 6. | КАТ 7. | САУ 8. | АБУ 3. | 164.5 | 5.  |
| 2022   | Ферари    | Ферари F1-75    | Ферари 066/7 1.6 V6 t | БАХ 2. | САУ 3. | АУС Оду | ЕМИ Оду  | МАЈ 3. | ШПА 4.  | МОН 2.  | АЗЕ Оду | КАН 5. | ВБР 1. | АУТ Оду | ФРА 5.  | МАЂ 4. | БЕЛ 3. | ХОЛ 8. | ИТА 4. | СИН 3. | ЈАП    | САД    | МЕК    | БРА    | АБУ    | 202*  | 5.* |

* Сезона у току.